# 사창
사창(社倉)은 조선시대 지방의 각 촌락에 설치된 일종의 곡물 대여기관(貸與機關)이다.

## 내용
의창(義倉)과 같은 성질의 기관이나, 의창은 국영이요, 사창은 사(社 : 행정단위로 지금의 면)의 경영이었다. 그 내용은 ① 고곡(古穀)을 대출하고 무이자로 신곡을 받는 것, ② 곡물을 대여하여 이자만 받아들이는 것, ③ 춘궁기에 대출하여 가을에 이식과 함께 받아들이는 등 곡식으로 구호하는 것이다.

## 운용
사창 제도는 주자가 제창하여 송나라에서 시행되었던 것으로 1444년(세종 26) 음력 7월 의정부의 회의에서 논의된 바 있으며, 1448년(세종 30) 대구군(大丘郡)에서 이보흠(李甫欽)으로 하여금 사창제도를 시험하게 하였다. 이후 더욱 널리 시행되어 1451년(문종 1)에 경상도의 김산(金山)·거창(居昌)·영천(永川)·경산(慶山)·인동(仁同)·신녕(新寧)·산음(山陰)·지례(知禮)·하양(河陽) 등에 사창이 설치되었으며, 계속 확장되어 갔으나 곡물의 대여가 고르지 못하여 곤란한 빈민들에게 하등의 편리를 주지 못하였으므로 임진왜란 후에는 사창폐지론이 나오게 되었다.
숙종 때부터는 흉년이 계속될 뿐 아니라 관리들의 농간이 격심해졌으므로 사창제도를 엄격히 시행하여 구호해 보려는 노력이 있었다.
즉 1684년(숙종 10) 음력 3월 이단하(李端夏)의 건의로 7개조의 사창 절목이 제정되어 사창제도를 혁신하였다. 그 내용은 ① 사창을 상대로 대출하는 관곡은 공평히 대여할 것, ② 사창의 대여·환수의 사정을 6년마다 성적을 조사하여 우수한 사에는 상을 주어 장려할 것, ③ 사창의 장부(帳簿)는 그 사의 백성이 선발한 지방민이 맡아볼 것, ④ 사창에 저장된 곡식은 절반 이상을 사민(社民)에게 대여하고 연(年) 2푼(分)의 이자를 받아들이게 할 것 등으로 되었다. 그리하여 사민들은 계(契)를 통해서 사창제도를 협력하고 이용하였으며 조정에서는 관유의 곡식을 사창 상대로 대출케 하였다. 이리하여 1797년(정조 21)에는 오붕남(吳鵬南)의 건의로 북관(北關)에도 사창이 설치되는 등 널리 시행되기에 이르렀다.
그러나 시일이 경과됨에 따라 의창을 통한 환곡의 문란과 다름없이 탐관오리들의 착복행위의 대상이 되어 순조(純祖) 때 김희순(金羲淳)·이상황(李相璜) 등은 사창을 폐지할 것을 주장하였다. 이경일(李敬一)은 사창의 제도를 정비함으로써 환곡과 조적의 폐단을 제거하자는 등 이론이 구구하였으나 별다른 해결을 보지 못했다. 1805년(순조 5)에 호남·호서 지방의 사창은 관찰사의 의견에 따라 존폐를 정하도록 했다.

## 같이 보기
- 의창
- 환곡
- 상평창